# Clément Marot
Clément Marot (latinosan Clemens Marot, magyarosan Marot Kelemen) (Cahors, 1496. november 23.? – Torino, 1544. szeptember 12.) francia költő, a református zsoltároskönyv több zsoltára szövegének szerzője.

## Életpályája
Apja, Jean Marot, szintén költő volt és nevét különösen a Doctrinal des princesses című műve tette ismertté. Clément Marot előbb Angoulême-i Margit apródja, majd I. Ferenc komornyikja volt, akinek kegyeit Le temple de Cupidon című művével nyerte meg. 1525-ben urával együtt elfogták a paviai csatában; miután visszatért Franciaországba, protestáns érzelmekkel vádolták és fogságba vetették, ahonnan csak I. Ferenc közbenjárására szabadult ki. 1526-ban börtönében írta L'enfer (A pokol) című allegorikus szatíráját, mely egyes részleteiben nagyon megkapó és vádlói meg bírái ellen irányul. Hogy a protestánsüldözést elkerülje, Angoulême-i Margithoz menekült, majd Ferrarába szökött, ahol Kálvin Jánossal is találkozott. 1535-ben visszatért a francia udvarhoz s a zsoltárok költői átdolgozásához fogott, amit I. Ferencnek ajánlott; de az újabb zaklatások elől ismét Genfbe menekült. 1543-ban a genfi egyháztanács megvádolt valakit, hogy tric-tracot játszott Marot-val, ezért innen is elmenekült, Torinóban telepedett le. Hasonlóan a Biblia francia fordítását készítő Jacques Lefèvre d’Étaples-hoz, nem csatlakozott a református egyházhoz, hanem katolikusként halt meg.
Fia, Michel Marot, aki 1534-ben Angoulême-i Margit navarrai királyné apródja volt, szintén mint költő ismeretes. V. ö. Colletet, Not. biogr. sur les trois M. (Párizs 1871); Douen, Cl. M. et le Psautier huguenot (uo. 1878-79).

## Költészete
Életében korának minden jellegzetes vonása – katonai vitézség, világiasság, a gáláns költészet művészete, a papsággal való viták – egyesült. A költők szabad, viharos életét élte, sorsát gyakran irigyelték La Fontaine és a hasonló típusú francia költők. Írt szonetteket Horatius és Petrarca mintájára (1532), eklogákat és elégiákat (1538), fordított Vergiliustól. Ifjúkorának híres versgyűjteménye: L'adolescence clémentine és La Suite de l'Adolescence clémentine (1532, 1533) [Clément ifjúsága, Clément ifjúságának folytatása].
Költészetét elsősorban könnyedség, szellemesség és vidámság jellemzi. Fellengzős elődeivel, merev udvari költészetükkel szemben Clément Marot a természetesség és könnyed kifejezésmód költője. Humoros levelei közül a leghíresebb két châtelet-i levele, az egyiket barátjához, Lyon Jamet-hoz, a másikat a királyhoz írta. Az első az oroszlánról és a kisegérről szóló mesét ügyesen alkalmazza a költő helyzetére, a második a tapintatos közvetlenség és az elegáns játékosság mintapéldája. A châtelet-i börtönben írt egy gonosz szatirát is L'Enfer címen, melyben a pokol maga a börtön, az ördögök pedig egyáltalán nem a rabok. Ugyanezzel a humorral és kecsességgel írta későbbi költői leveleinek, epigrammáinak, fabuláinak, dalainak és más költői apróságainak nagy részét. A középkori vidám hangú énekesek, Alain Chartier és Villon közvetlen örököseként Marot közvetítő szerepet tölt be köztük, valamint az ugyanilyen típusú későbbi költők, La Fontaine és mások között.

## Művei
- Marot számos dalt, balladát, eklogát, elégiát, epigrammát és alkalmi költeményt írt, de legjobbak a zsoltárfordításai, amelyeket Franciaországban Claude Goudimel és Loys Bourgeois melódiáira énekeltek. A Magyarországi Református Egyház közhasználatban levő énekeskönyvében a zsoltárok felett C. M. (Clemens Marot) és T. B. (Théodore de Bèze) nevét jelentik. Szenczi Molnár Albert a magyar zsoltárfordítások készítése során az ő műveik német fordítását vette alapul, de ellenőrzésképpen az eredeti szöveget is használta.[7]
- Műveinek legjobb kiadásait Jannet (Páris 1874) és Guiffrey (uo. 1876, 1881) rendezte sajtó alá.

### Magyarul
- Szent Dávid király százötven zsoltára; Théodor de Bèze és Clément Marot francia verseiből ford. Szenczi Molnár Albert, sajtó alá rend. Kövendi Dénes, bev. Karácsony Sándor; Sylvester Ny., Bp., 1948